# Minka
Minka (民家 Minka?) este numele generic al caselor japoneze ale oamenilor de rând, construite după metoda arhitecturală tradițională, înainte ca aceasta să fie influențată de arhitectura occidentală la sfârșitul secolului al XIX-lea.

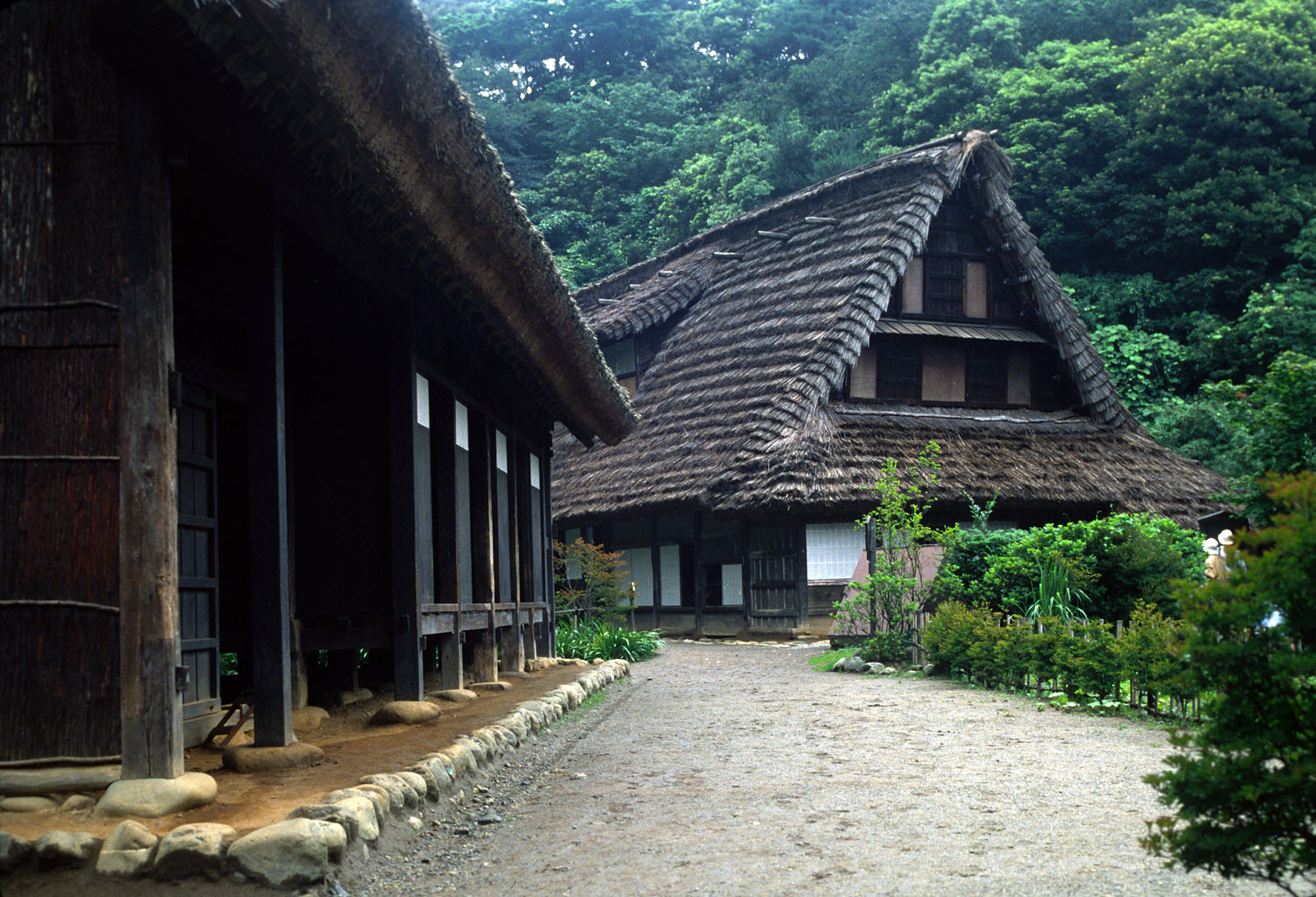
reight

Casele țărănești se numesc nōka, cele ale orășenilor machiya, iar cele ale pescarilor gyoka.

## Construcție
Bârnele, coloanele, unii pereți, tavanul, unele acoperișuri sunt din lemn. Alți pereți sunt din șipci de bambus acoperit cu mortar, iar alte acoperișuri sunt din țigle din lut ars. Iarbă a fost folosită pentru unele tipuri de acoperișuri, iar paie pentru confecționarea podelelor tatami. Rocile sunt folosite pentru fundație dar nu pentru pereți.

## Caracteristici arhitectonice
Stilul caselor minka diferă mult depinzând de regiune sau perioada în care au fost construite.
Ușile exterioare, glisante, se numesc shōji, iar cele interioare, tot glisante, fusuma.
În mijlocul încăperii centrale este o vatră deschisă (irori) fără coș, iar mâncarea se gătește pe soba numită kamado.
Podeaua este din lut în partea casei numită doma, și din saltele tatami în celelalte încăperi. Încăperile cu tatami au podeaua ridicată cam 50 de cm. Se șede  direct pe podea. 
Acoperișurile sunt de obicei țuguite, fiind fie din paie (kayabuki yane), din șindrilă (itabuki yane) sau din țigle (kawarabuki yane).

## Nōka
Casele țărănești standard de la începutul secolului al XIX-lea au 4 încăperi plus doma (partea casei cu podea de lut). Doma, care era cam 1/3 din suprafața casei, era prima încăpere unde se intra în casă de afară. Era folosită pentru gătit și pentru munci legate de agricultură. Cele două camere care erau cele mai aproape de doma erau folosite pentru activitățile zilnice ale familiei. Camera din spate are o vatră atât pentru încălzit cât și pentru lumină. Aici se mânca. În camera din față, numită zashiki sau dei se află un alcov decorativ (tokonoma), aceasta fiind încăperea unde se primeau oaspeții. De-a lungul aceastei camere este o verandă lungă și îngustă numită engawa.

## Machiya
Casele orășenilor de rând erau înguste și adânci. Clădirea principală (omoya) avea trei camere:
- mise, camera de la stradă, unde se expuneau mărfurile în cazul că familia avea prăvălie.
- camera de mijloc, folosită atât ca birou cât și pentru primirea clienților.
- zashiki, camera din spate, cu alcovul tokonoma, era folosită de familie ca și cameră de zi.

Clădirea avea de obicei un etaj în plus, partea dinspre stradă fiind mai joasă (era folosită ca magazie), iar partea din spate ca încăpere pentru locuit.
În spatele acestei clădiri era de obicei o magazie (kura).

## Galerie

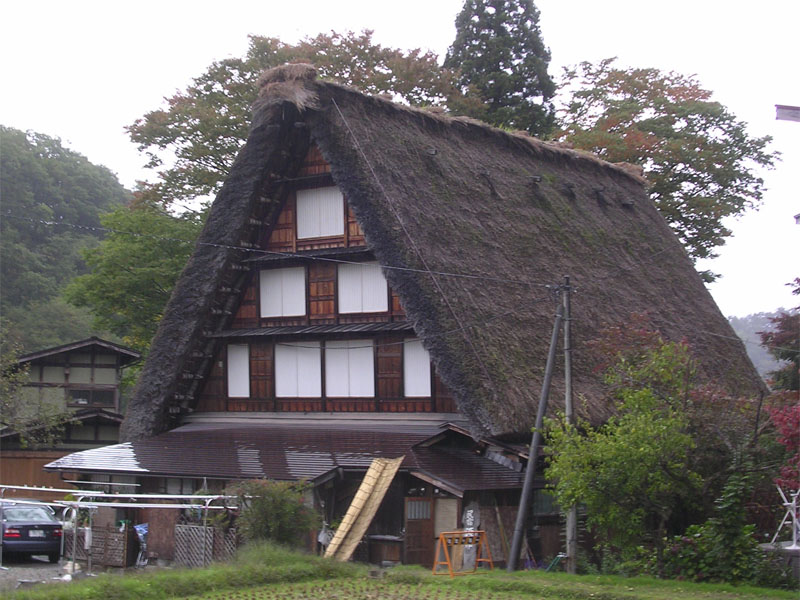
Casă minka din Prefectura Gifu
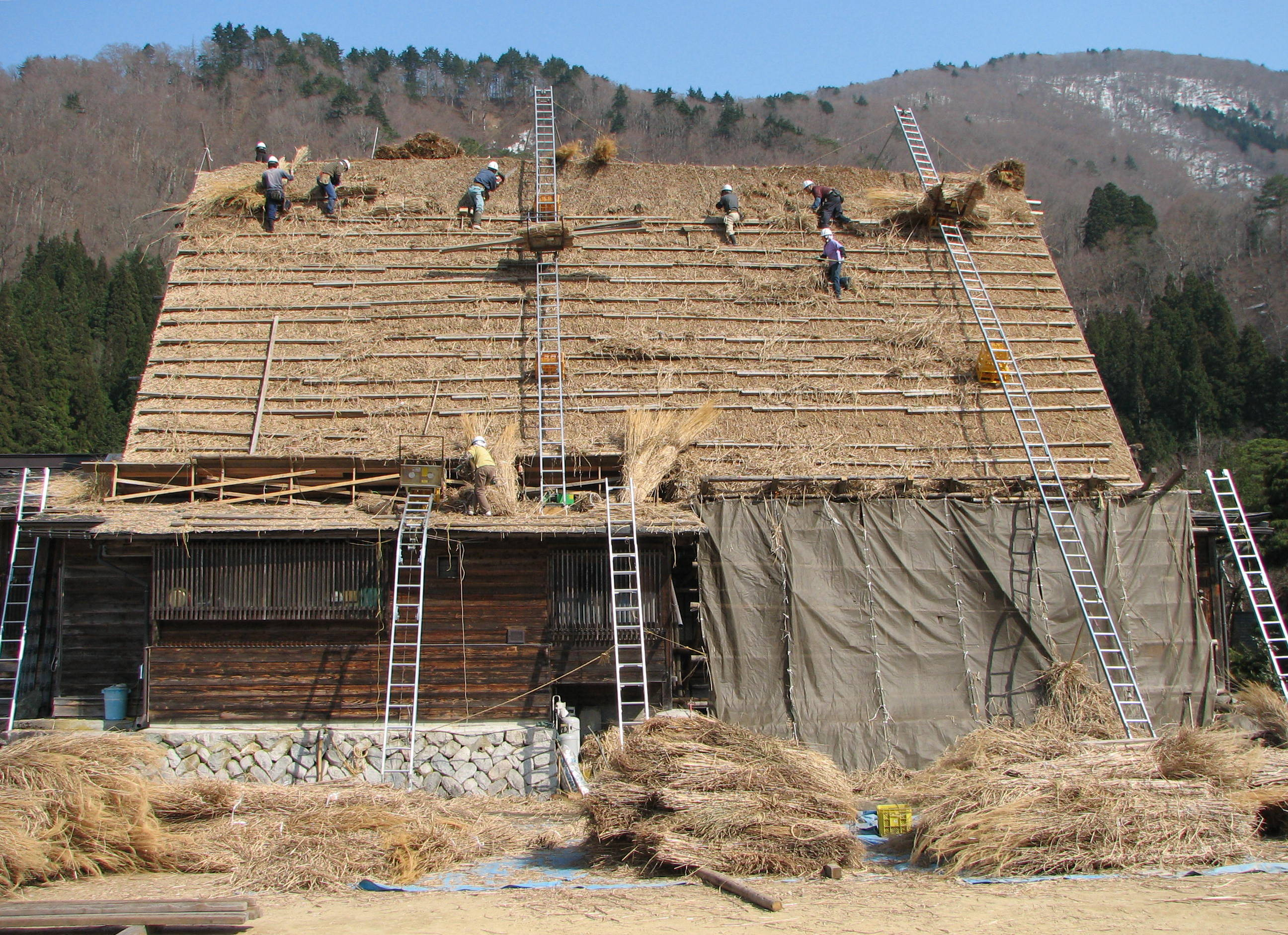
Repararea acoperişului unei case minka
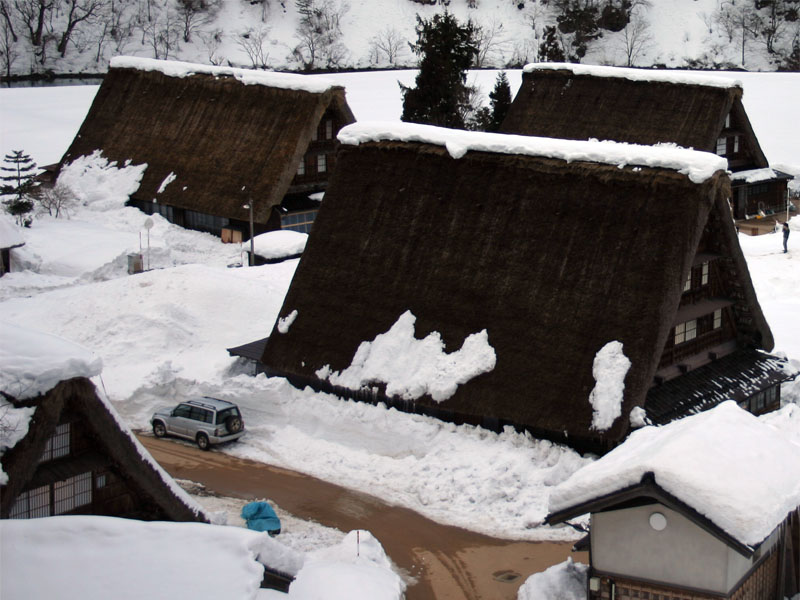
Satul Gokayama, Prefectura Toyama
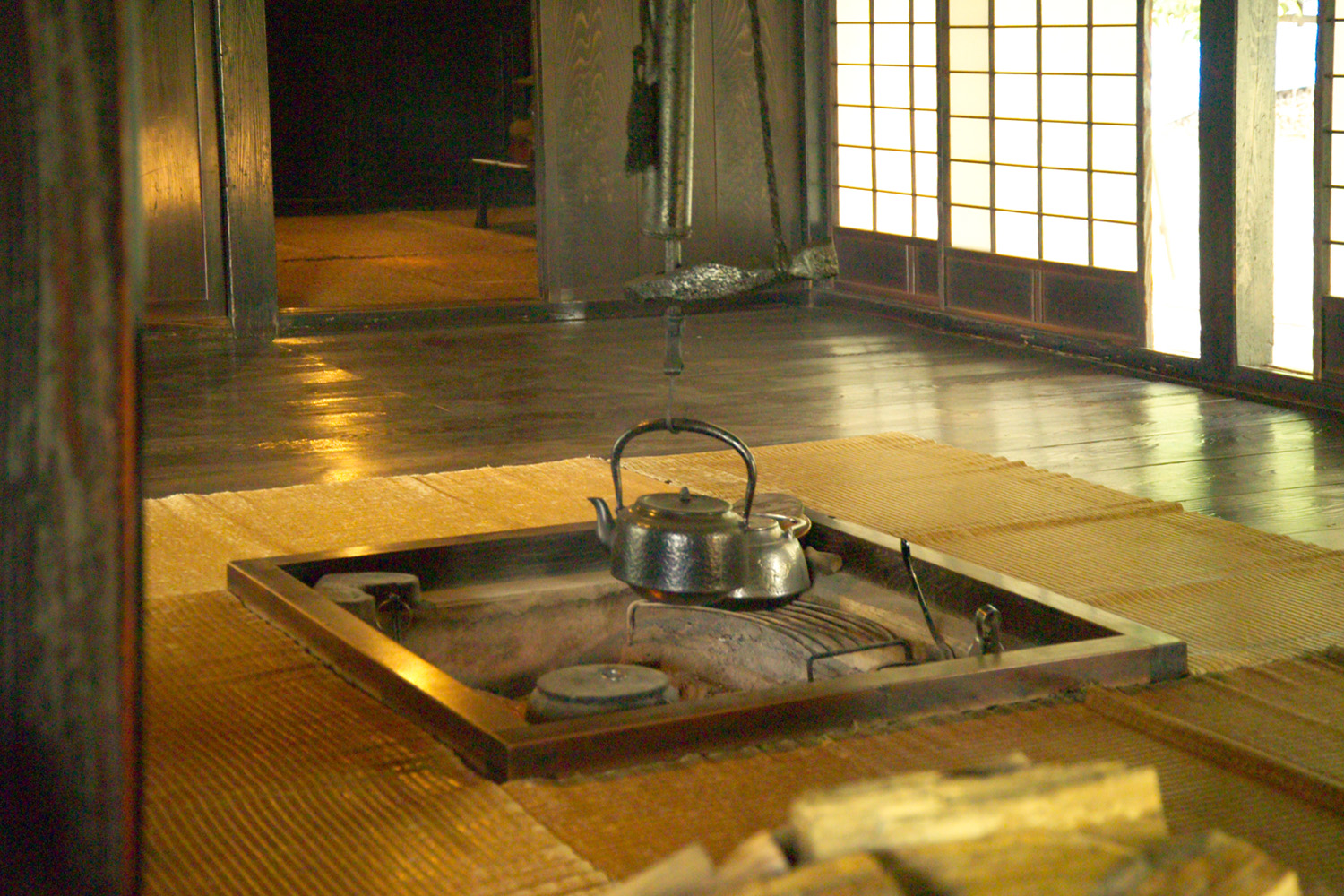
Vatră irori
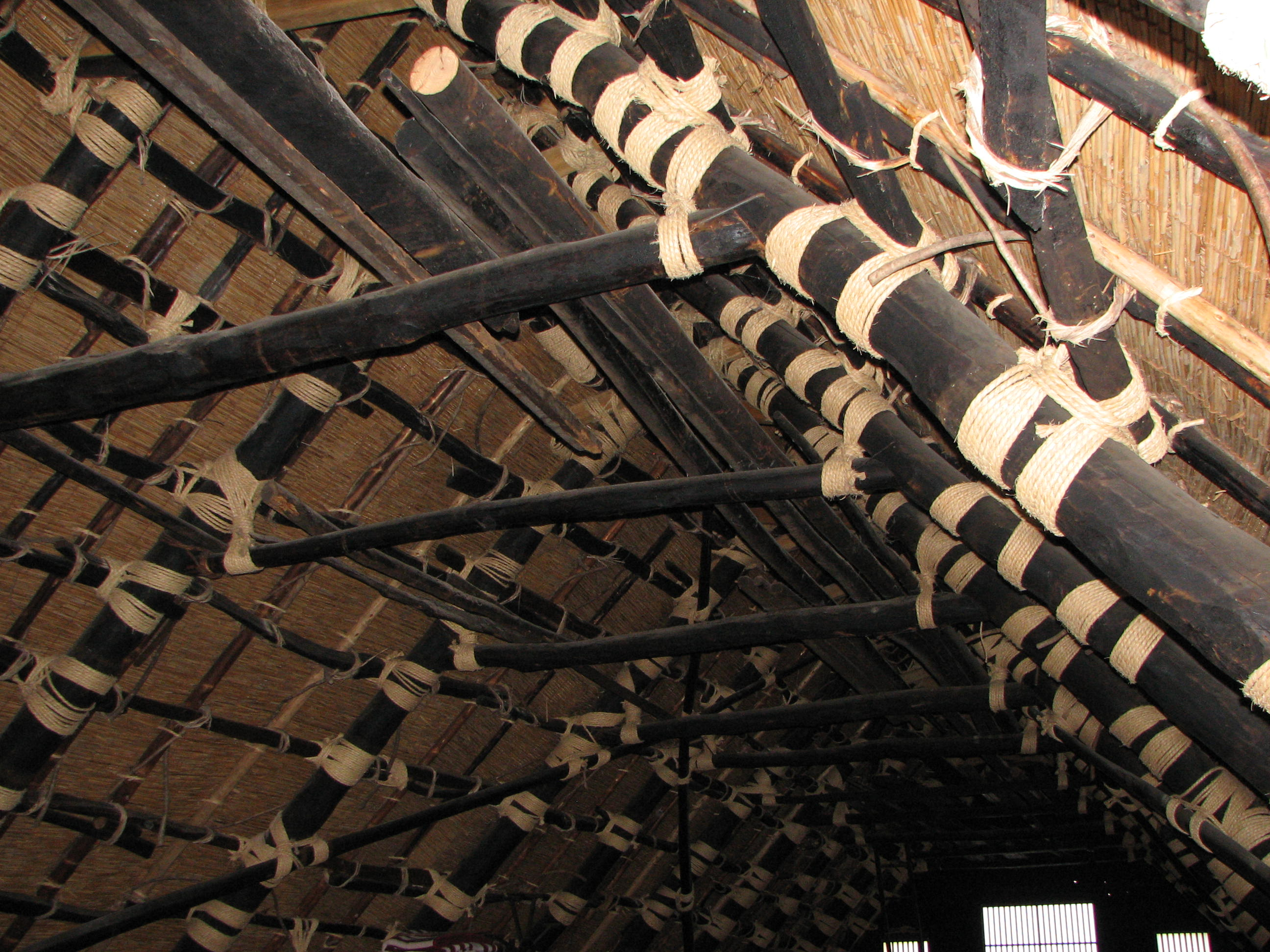
Acoperişul văzut de jos
Satul Ogimachi, Prefectura Gifu
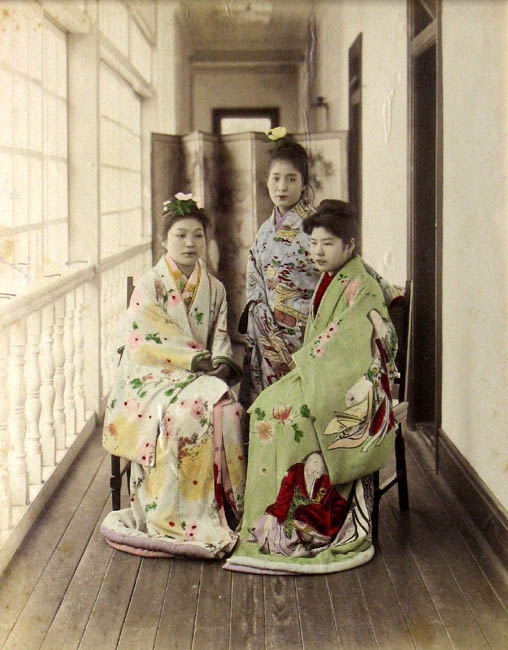
Geişe pozând pe veranda numită engawa
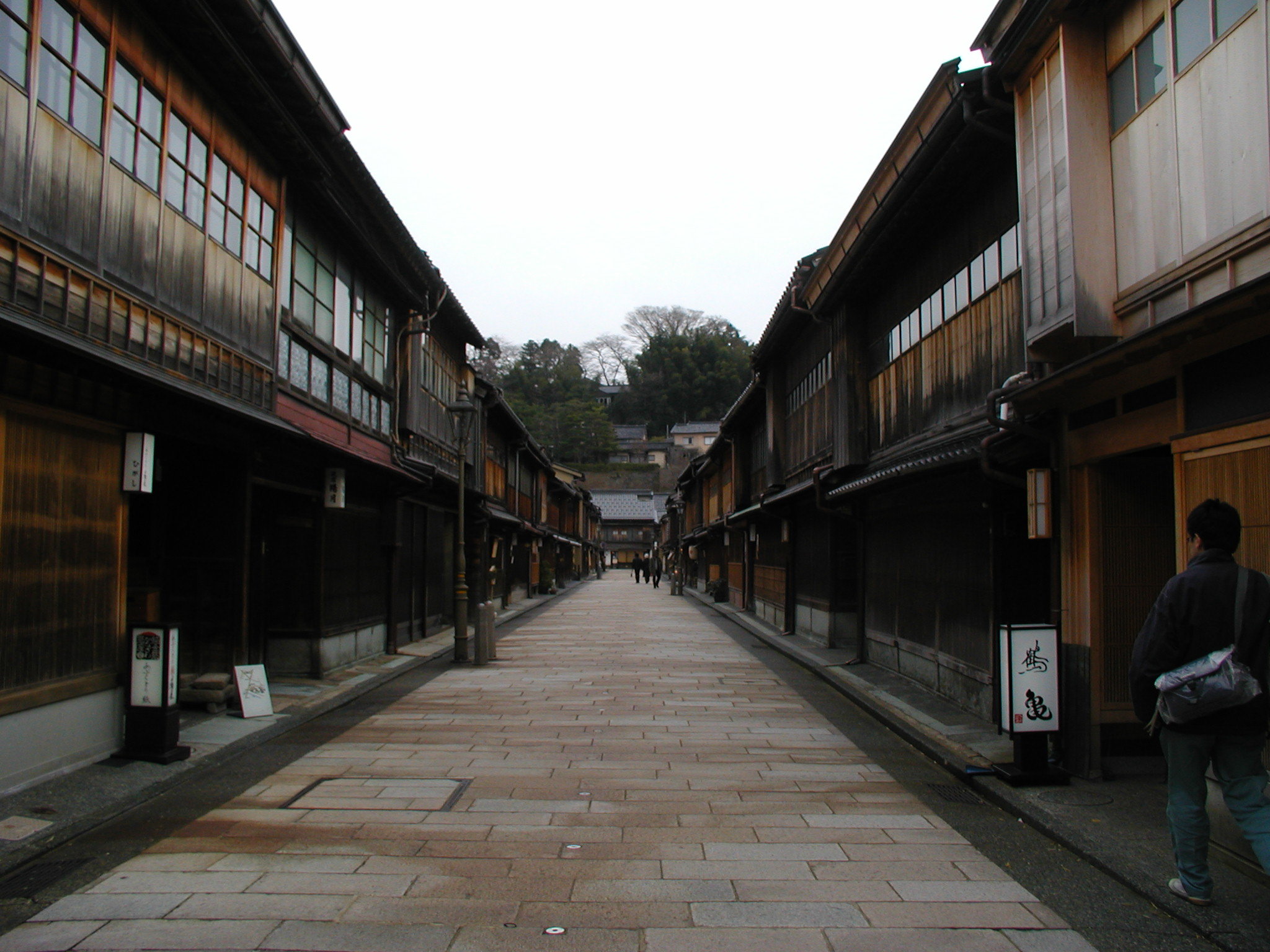
Stradă cu case machiya